# Xã Wells, Quận Tuscola, Michigan
Xã Wells (tiếng Anh: Wells Township) là một xã thuộc quận Tuscola, tiểu bang Michigan, Hoa Kỳ. Năm 2010, dân số của xã này là 1.773 người.